# 28
28 је била преступна година.

## Догађаји
- Побуна Фризијана против Римског царства, који су повратили своју независност.
- Јован Крститељ кори Ирода Антипу што се оженио Иродијадом, због чега је погубљен на захтев Саломе, Иродијадине кћери
- Венчање Агрипине Млађе и Гнеја Домиција Ахенобарба.
- Брак Клаудија и Елије Петине.